# Burg Straußberg

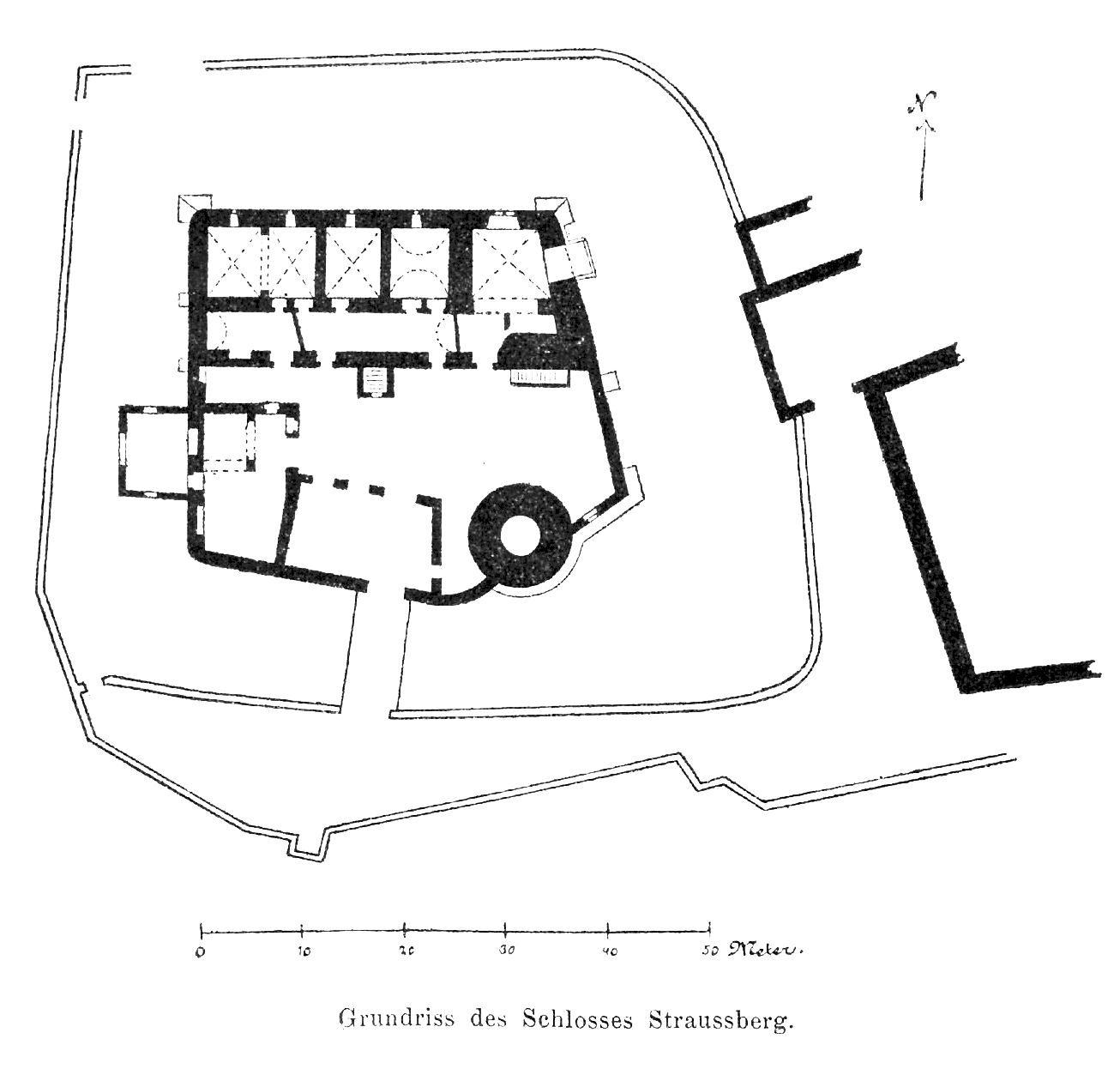
Übersichtsplan

Burg Straußberg ist eine Spornburganlage in Sondershausener Ortsteil Straußberg im Kyffhäuserkreis in Thüringen. Der Bergfried ist besteigbar, die Gebäude sind offensichtlich erst in den letzten 50 Jahren – zur DDR-Zeit – wieder zur Ruine geworden. Ein engagierter Verein bemüht sich unter fachkundiger Anleitung um die Restaurierung der Burg. Eine Besichtigung der Gebäude ist über den örtlichen Burgverein möglich.

## Lage
Die Burg befindet sich westnordwestlich von Sondershausen und etwa 16 Kilometer nördlich der Stadt Schlotheim, dem ehemaligen Amtssitz. Sie erhebt sich auf einem 390 m ü. NN hohen Bergsporn des Dün in der Ortslage von Straußberg.
Die benachbarten Burgen und Befestigungsanlagen auf der Hainleite sind im Nordosten die Burgruine Sargberg, im Westen die Burgruine Kirchberg Alte Kirche und die Burgruine Kirchberg Alte Burg sowie im Nordwesten der Rauchenberg, das Schloss Wernrode und die Burgruine Zengenberg.

## Geschichte
Die Burg entstand um 1200 als Ministerialensitz, möglicherweise als die Landgrafen von Thüringen Besitz von Gebieten ergriffen haben, die mit der Ächtung Heinrich des Löwen frei geworden waren. Sie war zunächst ein militärisches Bauwerk und lokales Machtzentrum der Landgrafen.
Eine erste urkundliche Erwähnung fand die Burganlage erst 1267, als Berthold von Schlotheim als Truchsess von Schlotheim, nun ein Anhänger der neuen, aus dem Haus Wettin abstammenden Thüringer Landgrafen, auf der Burg urkundete. Der Inhalt der Urkunde betrifft eine Landschenkung an seinen Bruder.
Als Verwaltungszentrum war der Burg auch Treffpunkt bei Verhandlungen mit lokalen Verwaltern. Von 1285 bis 1316 urkundeten dort beispielsweise die Kämmerer der benachbarten Reichsstadt Mühlhausen. Zur Verteidigung und Administration der Burg wurden Rittergeschlechter aus dem Dienstadel der Region mit der „Burghut“ beauftragt. Um 1318 war die Burg in den Besitz der Grafen von Hohnstein übergegangen. Durch Erbfall ging sie 1356 an die Grafen von Schwarzburg.
Auch im 15. Jahrhundert hatte die Burg einen strategischen Wert behalten, 1421 trugen die Grafen die Herrschaft dem Erzbischof von Mainz zum Lehen auf. Damit verhalfen sie dem Mainzer Erzbischof zu einem Teilerfolg im Zusammenhang mit den fortwährenden Auseinandersetzungen mit den Landgrafen über die Vorherrschaft in Thüringen.
1465–1548 war die Herrschaft an die Herren von Tütcheroda verpfändet. Nach der Auslösung machte Graf Wilhelm von Schwarzburg die Burg 1552–1598 zu seiner Residenz. Bei baulichen Veränderungen 1581 unter seiner Herrschaft entstanden die erneuerte Burgküche und das Torhaus. Nach Wilhelms Tod gelangte die Burganlage in Staatsbesitz und wurde zu einer Domäne. Die noch intakten Gebäude dienten fortan als Getreidespeicher. Durch Einbau von Stützpfeilern und Trennwänden wurden provisorische Sicherungsmaßnahmen vorgenommen.
Seit den 1950er Jahren war die bis dahin baulich intakte Burg dem weiteren Verfall ausgesetzt. Erst seit 1990 werden durch den örtlichen Verein bauerhaltende Maßnahmen durchgeführt. Die Burg stellt sich heute (2012) überwiegend als Ruine dar.

## Anlage
Die Burg besitzt einen trapezförmigen Grundriss und hat eine Ausdehnung (mit Graben) von etwa 70 × 70 m. Als ältester Teil der Burganlage gilt der aus der Mauerfront vorspringende runde Bergfried an der Südseite des durch einen Graben von der Umgebung abgetrennten Burgareals. Das aus kleinteiligen Bruchsteinen gefügte Mauerwerk des Turmes besitzt nur wenige Fensterschlitze, der hochgelegene Zugang in das Turminnere wurde wohl ursprünglich über eine Leiter erreicht. Die heute als Aussichtspunkt genutzte Plattform besitzt keinen Zinnenkranz, eine Abbildung aus dem 19. Jahrhundert zeigt den Turm noch mit einem hohen, kegelförmigen Dach und Wetterfahne.
Im Schutz des Bergfriedes lag der Zugang über eine Zugbrücke auf der Südseite der Burg. Das einstige Torhaus ist heute Ruine.
Die Wohnräume der Burg befanden sich im Palas auf der Nordseite des Burghofes. Die zugehörigen verfallenen Nebengebäude wurden als „Schmiede“ und „Alte Küche“ (mit ruinösem Schlot) noch um 1880 gezeigt. Die Burgkapelle liegt westlich des Turmes und wurde um 1870 „restauriert“. Vom Kirchengebäude blieb beim Umbau nur der Chorbereich als „Kapelle“ erhalten, der damalige Besitzer  bestimmte den verhältnismäßig trockenen Raum des Langhauses als Lagerplatz für Getreide. Innerhalb des Gebäudekomplexes wurden 1581 Umbauten vorgenommen, um die bereits bis zu 300 Jahre alten, teilweise verfallenen Gebäude weiter nutzen zu können. Hiervon waren auch die Wohngebäude betroffen.

## Sonstiges
In der Burg wurden drei eigenartige Steine gezeigt, die zwar in einem Vorraum der Kapelle standen, aber ursprünglich wohl ganz profanen Zwecken gedient haben sollen, sie ähneln alten amtlichen Hohlmaßen, mit denen beispielsweise hölzerne Getreidemaße (Scheffel) überprüft werden konnten. Zu diesem Zweck musste das mit dem hölzernen Getreidemaß bestimmte Korn zur Eichprobe in die entsprechenden Höhlungen des Steines geschüttet werden; waren diese dann unvollständig gefüllt, war das verwendete hölzerne Maß zu klein und wurde, um Betrug zu verhindern, zerstört. Die Burg war bis 1850 Sitz eines schwarzburg-rudolstädtischen Amtes, der Verwalter musste unterschiedlichste Maßverkörperungen aufbewahren.